# Mulam
Pour les articles homonymes, voir Mulao (homonymie).
 (octobre 2022).
Si vous disposez d'ouvrages ou d'articles de référence ou si vous connaissez des sites web de qualité traitant du thème abordé ici, merci de compléter l'article en donnant les références utiles à sa vérifiabilité et en les liant à la section « Notes et références ».
Le mulam (autres appellations : mulao, molao, mulou, muliao, mulao miao, abo ayo) est une langue tai-kadai parlée dans le canton autonome Luocheng Mulam et des cantons adjacents (Majiang, Kaili), dans la province du Guizhou en République populaire de Chine. On a recensé en 2000 entre 50 et 60 000 locuteurs dont 10 000 monolingues.
Les dialectes du mulam présentent une similarité lexicale de 65 % avec le dong.
Une grammaire et des émissions de radio existent en mulam.